# Daria Hodnik
Daria Hodnik Marinković (Travnik, 14. lipnja 1975.), hrvatska pjevačica. 

## Biografija
Daria Hodnik glazbenica je s dugogodišnjim iskustvom na glazbenoj sceni, pri čemu je surađivala s najvećim imenima iz Hrvatske, Slovenije, Srbije, Makedonije, Crne Gore i Bosne i Hercegovine. Prve dodire s glazbom imala je u okviru svoje obitelji pa sa 7 godina počinje svirati klavir i pjevati na Dječjim festivalima u Sarajevu i Zagrebu. Godine 1995. završava Srednju glazbenu školu "Elly Bašić", maturom klavira i upisuje Muzičku Akademiju u Zagrebu – odsjek muzikologija, koji uspješno završava 1999. i dobiva titulu Diplomirani muzikolog i Glazbeni publicist te Profesor povijesti glazbe. Iste godine osvaja visoku Rektorovu nagradu Sveučilišta u Zagrebu za arhiviranje muzikalija Dubrovačke Katedrale. Istovremeno s Akademijom započinje studijski rad i pjevanje pratećih vokala. Prvu pjesmu i početak dugogodišnje karijere ostvaruje u tadašnjem studiju Rockoko, godine 1995., gdje s Nikšom Bratošem započinje uspješnu dugogodišnju suradnju i prijateljstvo. Pjevala je svim velikim imenima hrvatske glazbene scene, kao što su: Gibonni, Severina, Oliver, Nina Badrić, Novi Fosili, Zrinko Tutić, Rajko Dujmić, Gabi Novak, Tereza Kesovija, Arsen Dedić, Petar Grašo, Ivana Banfić, Vanna, Danijela Martinović, Jelena Rozga, Miroslav Škoro, Boris Novković, I mnogi drugi. Pjevala je i za druge poznate zvijezde Balkanske zvijezde, kao što su; Zdravko Čolić, Dino Merlin, Toše Proeski, Kemal Monteno, Aleksandra Radović, Sergej Ćetković, Željko Joksimović, Hari Mata Hari, Plavi orkestar, Željko Samardžić i mnogi, mnogi drugi.

## Nagrade
Dva puta je nominirana za nagradu Porin:
- 2016. - Dvije nominacije za skladbu Nevidljive stope, u kategoriji najbolje ženske vokalne izvedbe i najbolje snimke pjesme
- 2017. - nominacija za skladbu Kad jednom se spoje, u kategoriji najbolje ženske vokalne izvedbe

## Singlovi
- "Iza tvojih riječi" (2014.)
- "Nevidljive stope" (2015.)
- "Jedina te poznajem" (2015.)
- "Pristajem na sve" (2016.)
- "Kad jednom se spoje" (2017.)
- "Pružam ruke sreći" (2017.)
- "Zagrli me sad" (2018.)
- "Srce od stakla" (2020.)

## Filmografija

### Sinkronizacija
- "Svijet kentaura" kao zbor (2021.)
- "Do Mjeseca i natrag" kao Mama (vokal) i prateći vokal (2020.)
- "Krš i lom 2" kao Shank (vokal) (2018.)

- "Ljepotica i zvijer" kao Gospođa Kamilica (vokal), sporedne uloge, dio zbora (2017.)

- "Zvončica i tajna krila" kao vokal ("Mi smo tu" i "Čitav svijet je naš") (2012.)

- "Zvončica i veličanstveno vilinsko spašavanje" kao vokal ("Sve je moguće") (2010.)

- "Medvjedić Winnie: Vesela godina" kao vokal ("Winnie Pooh" i "Nek nam sretan bude put") (2009.)

- "Zvončica i izgubljeno blago" kao vokal ("Kad vjeruješ repriza" i "Prijatelj je dar sa neba") (2009.)

- "Zvončica" kao vokal ("Tad vile vraćaju se" i "Samo ostani svoj") (2008.)

- "Kralj lavova (Disney on ice)" kao vokal ("Noć je puna ljubavi")
- "Rio" kao vokal (2011.)
- "Horton" kao vokal (2008.)
- "Shrek 2" kao vokal (2004.)
- "Mjesečeva ratnica" kao vokal u uvodnoj pjesmi i Usagi Tsukino (vokal) (2001.)
- "Priča o igračkama"
- "Mala sirena"
- "Dama i skitnica"
- "Trnoružica"
- "Pinokio"
- "Aladin i kralj lopova"
- "Legenda o medvjedu"
- "Kralj lavova 2: Simbin ponos"
- "Avioni"
- "Snježno kraljevstvo"
- "Snjeguljica i sedam patuljaka"
- "Priča o igračkama 2"
- "Bambi 2"
- "Povratak Jafara"
- "Princeza i žabac"
- "Aladin"
- "Kralj lavova"
- "Tarzan 2"
- "Snježno kraljevstvo: Olafova pustolovina"
- "Kralj lavova 3: Hakuna matata"
- "Medvjedić Winnie"
- "Aladin (2019.)"
- "Kralj lavova (2019.)"
- "Snježno kraljevstvo 2"